# LogMeIn Hamachi
Hamachi — программное обеспечение, предназначенное для построения VPN. Hamachi позволяет создать собственную защищённую сеть из компьютеров, соединённых через интернет, как будто они соединены одной физической локальной сетью.

## Общие сведения
Hamachi позволяет создать локальную сеть поверх Интернета.
Чаще всего Hamachi-сети используются для соединения серверов с серым IP и клиентских компьютеров. Именно такой метод значительно усложняет дешифровку клиентского трафика.
Любые приложения, которые работают через локальную сеть, могут работать через сети Hamachi, при этом передаваемые данные будут защищены, и обмен между ними осуществляется в стиле peer-to-peer.
Hamachi — система организации виртуальных защищённых сетей на основе протокола UDP. В такой сети узлы для установления соединения между собой используют третий узел, который помогает им лишь обнаружить друг друга, а передача информации производится непосредственно между узлами. При этом взаимодействующие узлы могут находиться за NAT или файрволом.
Hamachi используется геймерами для игры в старые игры по интернету через VPN, поскольку официальные серверы игры в интернете закрыты (например, Red Alert 2).
Также Hamachi используется геймерами для игры по сети при отсутствии частного IP-адреса.

## Лицензионная политика
С 19 ноября 2012 года программа стала платной, в бесплатной версии есть ограничение на число подключенных устройств (до пяти), сеть может быть только ячеистой топологии. Платная лицензия предоставляет дополнительные возможности удаленного рабочего стола, потоковой передачи видео и аудио и расширенного контроля над сетями.
1.02.2014 бесплатные версии Hamachi начали удалять и к 24 марта процесс был завершён, но позднее они были возвращены.
Ограничения бесплатной версии Hamachi:
- Создание сети не более чем из 5 компьютеров;
- При создании сети используется только ячеистая топология сети, другие топологии доступны в платных тарифах;
- Отсутствует возможность настройки топологии сети через личный кабинет.